# 博迈
博迈（法語：Beaumais，法語發音：[bomɛ] ⓘ）是法国卡尔瓦多斯省的一个市镇，属于卡昂区。

## 地理
博迈（48°53'42"N, 0°4'30"W）面积10.73 平方千米，位于法国诺曼底大区卡爾瓦多斯省，该省份为法国西北部沿海省份，北濒大西洋英吉利海峡，东北与滨海塞纳省以海上边界相接，东临厄尔省，南至奧恩省，西与芒什省接壤。
与博迈接壤的市镇（或旧市镇、城区）包括：克罗西、弗雷内拉梅尔、莫尔托-库利伯夫、欧日地区诺雷、佩尔特维尔内尔、欧日地区莱穆捷。

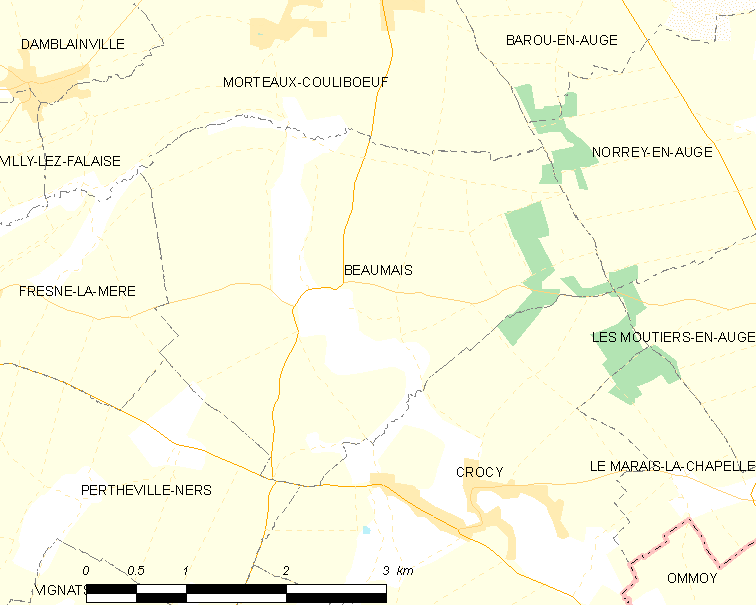
博迈的OSM定位图

博迈的时区为UTC+01:00、UTC+02:00（夏令时）。

## 行政
博迈的邮政编码为14620，INSEE市镇编码为14053。

## 政治
博迈所属的省级选区为法莱斯县。

## 人口

1962-2008年间博迈人口变化图示

博迈于2022年1月1日时的人口数量为167人。